# Ethmia notomurinella
Ethmia notomurinella Powell, 1973 è un lepidottero appartenente alla famiglia Depressariidae, endemico dell'Argentina.

## Descrizione

### Adulto
La lunghezza delle ali anteriori è di circa 8,1-8,4 mm.
Il colore superiore delle ali anteriori è bianco e nero con alla base delle macchie grigio acciaio.
Il colore superiore delle ali posteriori è bianco tranne che per delle macchie ocra e marroni.